# Liste der Kulturdenkmäler in Fuldabrück
Die Liste der Kulturdenkmäler in Fuldabrück enthält alle Kulturdenkmäler der nordhessischen Gemeinde Fuldabrück mit den Ortsteilen Bergshausen, Dennhausen, Dittershausen und Dörnhagen, die in der vom Landesamt für Denkmalpflege Hessen 2011 herausgegebenen Denkmaltopographie veröffentlicht wurden.

## Legende
- Bezeichnung: Nennt den Namen, die Bezeichnung oder die Art des Kulturdenkmals.
- Lage: Nennt den Straßennamen und wenn vorhanden die Hausnummer des Kulturdenkmals. Die Grundsortierung der Liste erfolgt nach dieser Adresse. Der Link „Karte“ führt zu verschiedenen Kartendarstellungen und nennt die Koordinaten des Kulturdenkmals.
- Datierung: Gibt die Datierung an; das Jahr der Fertigstellung bzw. den Zeitraum der Errichtung. Eine Sortierung nach Jahr ist möglich.
- Beschreibung: Nennt bauliche und geschichtliche Einzelheiten des Kulturdenkmals, vorzugsweise die Denkmaleigenschaften.
- Objekt-Nr: Gibt, sofern vorhanden, die vom Landesamt für Denkmalpflege vergebene Objekt-ID des Kulturdenkmals an.

## Bergshausen
| Bild                                                            | Bezeichnung                                                     | Lage | Beschreibung | Bauzeit           | Objekt-Nr. |
| --------------------------------------------------------------- | --------------------------------------------------------------- | --- | --- | ----------------- | ---------- |
| Bild gesucht BW                                                 | Gesamtanlage historischer Ortskern                              | Gesamtanlage (siehe Beschreibung) Lage | Gesamtanlage historischer Ortskern: Friedrichsgasse 1, 7, 2, 4, 6; Fuldastraße 4, 6; Kasseler Straße 1–3, 5, 7, 9–15, 17, 19–23, 25, 27, 29, 31, 33, 35, 37, 39, 2, 2b–8a, 8, 12, 14, 16, 18, 20, 22, 24–30a, 30, 32–34, 36; Lindenstraße 1–5, 7, 9–11, 2–10, 12, 14–20; Riekelsgasse 1; Triftstraße 1, 3, 5, 2–4, 10a; Uferstraße 2–4 | Ende 17. Jh.      | 87781 DDB  |
| Bild gesucht BW                                                 | Wehr                                                            | Alte Schleuse, Fulda LageFlur: 1, Flurstück: 12, 32 | Quer zum Fluss verlaufendes Mühlenwehr (Teil der Sachgesamtheit Neue Mühle; vgl dazu auch Eintrag: Kassel - Niederzwehren, Neue Mühle) |                   | 954887 DDB |
| Meilenstein (ehem. an der Landstraße zwischen Kassel und Fulda) | Meilenstein (ehem. an der Landstraße zwischen Kassel und Fulda) | An der Fulda LageFlur: 6, Flurstück: 64/2 | (B 83) Meilenstein | Beginn 19. Jh.    | 88411 DDB  |
| Schienenseilkran                                                | Schienenseilkran                                                | An der Hefestadt LageFlur: 14, Flurstück: 29/9 | Schienenseilkran des Kiesabbaus im Bereich der ehem. Kiesgrube an der Nürnberger Straße | 1920er Jahre      | 135873 DDB |
| Ernhaus (ursprünglich)                                          | Ernhaus (ursprünglich)                                          | Friedrichsgasse 4 LageFlur: 7, Flurstück: 94/39 | Ursprünglich als Ernhaus mit Eichenfachwerkgefüge errichtet, um 1800 mit einfach verriegelter Rähmkonstruktion erweitert. Vermutlich um 1850 wurde das Zwerchhaus eingebaut. | 2. Hälfte 18. Jh. | 87394 DDB  |
| Ernhaus                                                         | Ernhaus                                                         | Friedrichsgasse 6 LageFlur: 7, Flurstück: 40, 41 | Traufständiges Ernhaus mit Rähmkonstruktion aus Eichenholz | 2. Hälfte 17. Jh. | 87395 DDB  |
| Ehem. Fischerhaus                                               | Ehem. Fischerhaus                                               | Friedrichsgasse 7 LageFlur: 8, Flurstück: 57 | Ehemaliges Fischerhaus mit zweigeschossiger Rähmkonstruktion | 1. Hälfte 18. Jh. | 87396 DDB  |
| Ernhaus                                                         | Ernhaus                                                         | Fuldastraße 6 LageFlur: 7, Flurstück: 42/2 | Dreizoniges Ernhaus mit Fachwerk | Mitte 18. Jh.     | 87397 DDB  |
| Ehem. Streckhof                                                 | Ehem. Streckhof                                                 | Kasseler Straße 2 LageFlur: 8, Flurstück: 12/1 | Ehemaliger Streckhof mit zweigeschossiger Rähmkonstruktion | 2. Hälfte 18. Jh. | 87398 DDB  |
| Ernhaus                                                         | Ernhaus                                                         | Kasseler Straße 5 LageFlur: 8, Flurstück: 47/3 | Ernhaus mit zweigeschossiger Rähmkonstruktion | Ende 18. Jh.      | 87399 DDB  |
| Erntennenhaus                                                   | Erntennenhaus                                                   | Kasseler Straße 7 LageFlur: 8, Flurstück: 48/1 | Erntennenhaus mit zweigeschossiger Rähmkonstruktion | 1. Hälfte 18. Jh. | 87400 DDB  |
| Erntennenhaus                                                   | Erntennenhaus                                                   | Kasseler Straße 8 LageFlur: 8, Flurstück: 9/5 | Erntennenhaus mit zweigeschossiger Rähmkonstruktion | Mitte 18. Jh.     | 87401 DDB  |
| Fachwerkwohnhaus                                                | Fachwerkwohnhaus                                                | Kasseler Straße 14 LageFlur: 8, Flurstück: 1/2 | Fachwerkwohnhaus | um 1750           | 87402 DDB  |
| Ev. Kirche                                                      | Ev. Kirche                                                      | Kasseler Straße 16 LageFlur: 7, Flurstück: 34/5 | Evangelische Kirche | bez. 1714         | 87403 DDB  |
| Hofanlage                                                       | Hofanlage                                                       | Kasseler Straße 17 LageFlur: 7, Flurstück: 50/1 | Winklige Hofanlage mit ehemaligem Einhaus als ältestem Teil | 1. Hälfte 18. Jh. | 87404 DDB  |
| Fachwerkwohnhaus                                                | Fachwerkwohnhaus                                                | Kasseler Straße 18 LageFlur: 7, Flurstück: 33 | Zweigeschossiges Fachwerkwohnhaus (Teil der Gesamtanlage historischer Ortskern) | Ende 18. Jh.      | 948985     |
| Hofanlage                                                       | Hofanlage                                                       | Kasseler Straße 22 LageFlur: 7, Flurstück: 28/1 | Dreiseitige Hofanlage mit zweigeschossigem Wohnhaus mit Rähmkonstruktion | bez. 1751         | 87393 DDB  |
| Ernhaus                                                         | Ernhaus                                                         | Kasseler Straße 25 LageFlur: 7, Flurstück: 58/2 | Ernhaus, zweigeschossiges Fachwerkgefüge | Mitte 18. Jh.     | 87406 DDB  |
| Wohnhaus                                                        | Wohnhaus                                                        | Kasseler Straße 27 LageFlur: 7, Flurstück: 61/1 | Wohnhaus in rotem Backstein und mit schmuckvollem Zwerchhaus | Anfang 20. Jh.    | 87407 DDB  |
| Einhaus                                                         | Einhaus                                                         | Kasseler Straße 30 LageFlur: 7, Flurstück: 19/8 | Giebelständiges Einhaus mit zweigeschossiger Rähmkonstruktion | 2. Hälfte 18. Jh. | 87408 DDB  |
| Hofanlage                                                       | Hofanlage                                                       | Kasseler Straße 31 LageFlur: 7, Flurstück: 67/1 | Hofanlage mit giebelständigem Wohnhaus in zweigeschossiger Rähmbauweise | Mitte 18. Jh.     | 87409 DDB  |
| Hofanlage                                                       | Hofanlage                                                       | Kasseler Straße 33 LageFlur: 7, Flurstück: 70/1 | Hofanlage mit Wohnhaus in zweigeschossiger Rähmbauweise | Ende 18. Jh.      | 87410 DDB  |
| Backsteinwohnhaus                                               | Backsteinwohnhaus                                               | Kasseler Straße 35 LageFlur: 7, Flurstück: 130/75 | Zweigeschossiges Backsteinwohnhaus | 1905              | 87411 DDB  |
| Fachwerkwohnhaus                                                | Fachwerkwohnhaus                                                | Kasseler Straße 36 LageFlur: 7, Flurstück: 1/18 | Fachwerkwohnhaus mit Drempelgeschoss und Zwerchhaus | um 1900           | 87412 DDB  |
| Erntennenhaus                                                   | Erntennenhaus                                                   | Kasseler Straße 37 LageFlur: 7, Flurstück: 142/73 | Erntennenhaus mit zweigeschossiger Rähmkonstruktion | 1. Hälfte 18. Jh. | 87413 DDB  |
| Ernhaus                                                         | Ernhaus                                                         | Kasseler Straße 39 LageFlur: 7, Flurstück: 77/3 | Ernhaus mit zweigeschossiger Rähmkonstruktion | 2. Hälfte 18. Jh. | 87414 DDB  |
| Ehem. Einhaus                                                   | Ehem. Einhaus                                                   | Lindenstraße 7 LageFlur: 9, Flurstück: 63/35 | Ehemaliges Einhaus mit zweigeschossigem Fachwerkgefüge | Ende 18. Jh.      | 87415 DDB  |
| Ehem. Einhaus                                                   | Ehem. Einhaus                                                   | Lindenstraße 12 LageFlur: 8, Flurstück: 33 | Ehemaliges Einhaus mit Eichenfachwerkgefüge | Ende 18. Jh.      | 87416 DDB  |
| Wohnhausgebäude                                                 | Wohnhausgebäude                                                 | Röthestraße 4 LageFlur: 17, Flurstück: 88 | Eingeschossiges Wohnhausgebäude mit hoher Sockelzone, Drempelgeschoss und Krüppelwalmdach | Anfang 20. Jh.    | 87417 DDB  |
| Ehem. Einhaus                                                   | Ehem. Einhaus                                                   | Triftstraße 3 LageFlur: 8, Flurstück: 16 | Ehemaliges Einhaus mit zweigeschossiger Rähmkonstruktion | Mitte 18. Jh.     | 87418 DDB  |
| Bild gesucht BW                                                 | Sachgesamtheit Sperrenhäuser                                    | Uferstraße 1–11 LageFlur: 8, 9, 11, 19, Flurstück: 66/5, 27/3–5, 43/5, 44/5, 44/6, 67/3, 67/5, 2/2, 496/28, 499/2, 500/2, 501/2, 502/2, 503/2, 504/2, 505/2, 506/2, 507/2, 508/2, 509/2, 510/2, 511/2 | Sachgesamtheit Sperrenhäuser – Relikte einer geplanten Fuldasperre | 1922–1924         | 87782 DDB  |

## Dennhausen
| Bild             | Bezeichnung                          | Lage | Beschreibung | Bauzeit           | Objekt-Nr. |
| ---------------- | ------------------------------------ | --- | --- | ----------------- | ---------- |
| Bild gesucht BW  | Gesamtanlage I historischer Ortskern | Gesamtanlage I (siehe Beschreibung) Lage                                                                                     | Gesamtanlage historischer Ortskern: Dorfstraße 3-5, 7, 9-11, 13, 15, 17, 19, 21-23, 27, 4-12; Kirchstraße 1-9, 11, 13-15, 2-8, 10, 12-14; Querstraße 1-3, 2; Ringweg 1, 2-6; Söhrestraße 1-7, 11, 2-4, 6, 8, 10 | 1. Hälfte 18. Jh. | 87783 DDB  |
| Ehem. Einhaus    | Ehem. Einhaus                        | Dorfstraße 7 LageFlur: 4, Flurstück: 8/8                                                                                     | Ehemaliges Einhaus mit Fachwerkgefüge in dreigeschossiger Rähmbauweise | 2. Hälfte 18. Jh. | 87419 DDB  |
| Fachwerkgebäude  | Fachwerkgebäude                      | Dorfstraße 13 LageFlur: 4, Flurstück: 10/2                                                                                   | Giebelständig orientiertes Fachwerkgebäude in zweigeschossiger Rähmbauweise | Frühes 19. Jh.    | 87420 DDB  |
| Fachwerkgebäude  | Fachwerkgebäude                      | Dorfstraße 17/19 LageFlur: 4, Flurstück: 15/1, 16                                                                            | Zweigeschossiges Fachwerkgebäude mit Rähmkonstruktion | Bez. 1715         | 87421 DDB  |
| Bild gesucht BW  | Sachgesamtheit Gut Freienhagen       | Gut Freienhagen 1, Sommerberg, Hof Freienhagen, Gut Freienhagen LageFlur: 7, Flurstück: 12/18, 19/8, 20, 21, 22/1, 23, 39/26 | Sachgesamtheit Gut Freienhagen - Umbaute Hofanlage mit Herrenhaus | Anfang 17. Jh.    | 87785 DDB  |
| Ehem. Gasthaus   | Ehem. Gasthaus                       | Gut Freienhagen 3 LageFlur: 6, Flurstück: 4/1                                                                                | Ehemaliges Gasthaus mit Backstein im Erdgeschoss und Fachwerk im Obergeschoss sowie Drempel | Ende 19. Jh.      | 87427 DDB  |
| Streckhof        | Streckhof                            | Kirchstraße 10 LageFlur: 5, Flurstück: 17/4                                                                                  | Traufständiger Streckhof | Bez. 1827         | 87422 DDB  |
| weitere Bilder   | Ev. Kirche                           | Kirchstraße 11 LageFlur: 4, Flurstück: 87/76, 92/76                                                                          | Evangelische Kirche | 1730              | 87423 DDB  |
| Bild gesucht BW  | Scheune                              | Söhrestraße 6 LageFlur: 5, Flurstück: 24                                                                                     | Scheune in Ständerbauweise und mit Fachfach an der Rückseite | Bez. 1703         | 87424 DDB  |
| Scheune          | Scheune                              | Söhrestraße 8 LageFlur: 5, Flurstück: 28/1                                                                                   | Scheune einer Hofanlage | Bez. 1854         | 87425 DDB  |
| Fachwerkwohnhaus | Fachwerkwohnhaus                     | Söhrestraße 11 LageFlur: 4, Flurstück: 46                                                                                    | Zweigeschossiges Fachwerkwohnhaus | 1. Hälfte 18. Jh. | 87426 DDB  |

## Dittershausen
| Bild                         | Bezeichnung                        | Lage                                       | Beschreibung | Bauzeit                 | Objekt-Nr. |
| ---------------------------- | ---------------------------------- | ------------------------------------------ | --- | ----------------------- | ---------- |
| Bild gesucht BW              | Gesamtanlage historischer Ortskern | Gesamtanlage (siehe Beschreibung) Lage     | Gesamtanlage historischer Ortskern: An den Höfen 1, 3-5, 2-6, 8; Graben 1-9; Schmiedegasse 1-5, 2, 4; Schulstraße 2-6 | 1. Hälfte 18. Jh.       | 87786 DDB  |
| Wohn- und Wirtschaftsgebäude | Wohn- und Wirtschaftsgebäude       | An den Höfen 1 LageFlur: 6, Flurstück: 34  | Wohn- und Wirtschaftsgebäude einer Hofanlage in zweigeschossiger Rähmbauweise                                         | 1. Drittel 19. Jh.      | 87428 DDB  |
| Wohnhaus                     | Wohnhaus                           | An den Höfen 8 LageFlur: 6, Flurstück: 19  | Zweigeschossiges Wohnhaus einer dreiseitigen Hofanlage mit Backsteinerd- und Fachwerkobergeschoss                     | Letztes Drittel 18. Jh. | 87429 DDB  |
| weitere Bilder               | Ev. Kirche                         | Graben LageFlur: 6, Flurstück: 31          | Evangelische Kirche                                                                                                   | Bez. 1843               | 87430 DDB  |
| Bild gesucht BW              | Fachwerkwohnhaus                   | Schmiedegasse 2 LageFlur: 6, Flurstück: 26 | Zweigeschossiges Fachwerkwohnhaus                                                                                     | 2. Hälfte 18. Jh.       | 87431 DDB  |

## Dörnhagen
| Bild                   | Bezeichnung                        | Lage                                                                   | Beschreibung | Bauzeit                 | Objekt-Nr. |
| ---------------------- | ---------------------------------- | ---------------------------------------------------------------------- | --- | ----------------------- | ---------- |
| Bild gesucht BW        | Gesamtanlage historischer Ortskern | Gesamtanlage (siehe Beschreibung) Lage                                 | Gesamtanlage historischer Ortskern: An der Kirche 1–13, 2–12; Am Rain 1–7, 2–6; Bachstraße 1, 3, 2–8; Dennhäuser Straße 1–23, 2–26; Guxhagener Straße 1–3; Melsunger Straße 15–21, 30, 34–42 | 18. Jh.                 | 87788 DDB  |
| Einhaus                | Einhaus                            | An der Kirche 1 LageFlur: 18, Flurstück: 59/1, 59/2                    | Zweigeschossiges Einhaus mit Fachwerkgefüge | 1. Hälfte 18. Jh.       | 87432 DDB  |
| Wohnhaus               | Wohnhaus                           | An der Kirche 2 LageFlur: 18, Flurstück: 59/1, 59/2                    | Zweigeschossiges Wohnhaus mit Eichenfachwerkgefüge | 18. Jh.                 | 87433 DDB  |
| Streckhofanlage        | Streckhofanlage                    | An der Kirche 3 LageFlur: 18, Flurstück: 58/1                          | Streckhofanlage mit Einhaus als zweigeschossige Rähmkonstruktion sowie zweigeschossigem Stall- und Scheunentrakt                                                                             | 2. Hälfte 18. Jh.       | 87434 DDB  |
| Scheune                | Scheune                            | An der Kirche 4 LageFlur: 18, Flurstück: 49/3                          | Scheune einer Hofanlage in Rähmbauweise | Bez. 1749 und 1798      | 87435 DDB  |
| Streckhof              | Streckhof                          | An der Kirche 8 LageFlur: 18, Flurstück: 123/33                        | Streckhof mit Einhaus | Mitte 18. Jh.           | 87436 DDB  |
| Einhaus                | Einhaus                            | An der Kirche 9 LageFlur: 18, Flurstück: 34/1                          | Einhaus mit Fachwerkgefüge | Letztes Drittel 17. Jh. | 87437 DDB  |
| weitere Bilder         | Ev. Kirche                         | An der Kirche 13, An der Kirche LageFlur: 18, Flurstück: 47/1, 48      | Evangelische Kirche - Saalkirche romanischen Ursprungs | 12. Jh.                 | 87438 DDB  |
| Streckhofanlage        | Streckhofanlage                    | Bachstraße 3, Bachstraße 1a LageFlur: 14, Flurstück: 10/10, 10/3, 12/1 | Streckhofanlage mit ehemaligem Einhaus sowie Wirtschaftstrakt und Scheune | 1. Hälfte 18. Jh.       | 87439 DDB  |
| Wohnhaus               | Wohnhaus                           | Dennhäuser Straße 4 LageFlur: 16, Flurstück: 8/4                       | Wohnhaus einer Hofanlage mit Krüppelwalmdach | 1800                    | 87440 DDB  |
| Ursprüngliches Ernhaus | Ursprüngliches Ernhaus             | Gasse 1 LageFlur: 18, Flurstück: 69/2                                  | Ursprüngliches Ernhaus in zweigeschossiger Rähmkonstruktion | Mitte 18. Jh.           | 87441 DDB  |
| Fachwerkwohnhaus       | Fachwerkwohnhaus                   | Gasse 13 LageFlur: 18, Flurstück: 248/82                               | Zweigeschossiges Fachwerkwohnhaus | Letztes Drittel 18. Jh. | 87442 DDB  |
| Einhaus                | Einhaus                            | Guntershäuser Straße 3 LageFlur: 18, Flurstück: 23/1                   | Zweigeschossiges Einhaus | Ende 18. Jh.            | 87443 DDB  |
| Wohnhaus               | Wohnhaus                           | Guntershäuser Straße 8 LageFlur: 17, Flurstück: 22/2                   | Wohnhaus und Scheune eines Parallelhofs | Bez. 1808               | 87445 DDB  |
| Streckhofanlage        | Streckhofanlage                    | Guntershäuser Straße 12 LageFlur: 17, Flurstück: 18/3                  | Streckhofanlage mit Erntennenhaus | 2. Hälfte 18. Jh.       | 87444 DDB  |
| Bild gesucht BW        | Ernhaus und Scheune                | Guntershäuser Straße 23 LageFlur: 18, Flurstück: 4/5                   | Ernhaus und Scheune mit Fachwerkgefüge | 3. Hälfte 18. Jh.       | 87446 DDB  |
| Bild gesucht BW        | Scheune                            | Guntershäuser Straße 26 LageFlur: 17, Flurstück: 7/1                   | Scheune mit Rähmkonstruktion | Bez. 1813               | 87447 DDB  |
| Bild gesucht BW        | Ehem. Forsthaus                    | Melsunger Straße 2 LageFlur: 4, Flurstück: 2/1                         | Ehemaliges Forsthaus mit Backhaus im rückwärtigen Garten | 1891                    | 87449 DDB  |
| Bild gesucht BW        | Hofanlage                          | Melsunger Straße 6 LageFlur: 4, Flurstück: 4/5                         | L-förmige Hofanlage mit zweigeschossigem Wohngebäude mit Rähmkonstruktion | Anfang 20. Jh.          | 87448 DDB  |
| Bild gesucht BW        | Forstläuferhof                     | Melsunger Straße 14 LageFlur: 15, Flurstück: 23/1                      | Forstläuferhof – Hofanlage mit zweigeschossigem Wohngebäude | Letztes Drittel 18. Jh. | 87450 DDB  |
| Bild gesucht BW        | Hofanlage                          | Melsunger Straße 38 LageFlur: 18, Flurstück: 67/3                      | Winklige Hofanlage mit Fachwerkwohnhaus | 2. Hälfte 18. Jh.       | 87451 DDB  |

- Denkmäler der Gesamtanlage historischer Ortskern ohne eigenen Eintrag in der Topographie
- Am Rain 2
- Am Rain 7
- An der Kirche
- An der Kirche 4
- An der Kirche 5
- An der Kirche 6
- Bachstraße 1
- Bachstraße 2
- Bachstraße 5
- Bachstraße 6
- Bachstraße 7
- Dennhäuser Straße 6
- Dennhäuser Straße 10
- Dennhäuser Straße 12
- Dennhäuser Straße 14
- Dennhäuser Straße 16
- Dennhäuser Straße 18
- Dennhäuser Straße 24
- Gasse 3
- Gasse 5
- Gasse 7
- Gasse 9
- Gasse 11
- Gasse 15
- Guntershäuser Straße 1
- Guntershäuser Straße 2
- Guntershäuser Straße 4
- Guntershäuser Straße 6
- Guntershäuser Straße 9
- Guntershäuser Straße 19